# Renault Type IM
Der Renault Type IM war ein Personenkraftwagenmodell der Zwischenkriegszeit von Renault. Er wurde auch 10 CV genannt.

## Beschreibung
Die nationale Zulassungsbehörde erteilte am 1. Juni 1921 ihre Zulassung. Vorgänger war der Renault Type IC. 1922 endete die Produktion. Nachfolger wurde der Renault Type KZ.
Der wassergekühlte Vierzylindermotor mit 75 mm Bohrung und 120 mm Hub hatte 2121 cm³ Hubraum. Die Motorleistung wurde über eine Kardanwelle an die Hinterachse geleitet. Die Höchstgeschwindigkeit war je nach Übersetzung mit 47 km/h bis 56 km/h angegeben.
Bei einem Radstand von 280,8 cm und einer Spurweite von 144 cm war das Fahrzeug 370,8 cm lang und 164 cm breit. Der Wendekreis war mit 15 Metern angegeben. Das Fahrgestell wog 670 kg, das Komplettfahrzeug 1300 kg. Zur Wahl standen Tourenwagen, Limousine und Landaulet.
Im Gegensatz zum ähnlichen Renault Type II hatte dieses Modell Rechtslenkung.